# Paracontias hildebrandti
Paracontias hildebrandti (Peters, 1880) è un sauro della famiglia Scincidae, endemico del Madagascar.